# ジュリー・トゥワイ
ジュリー・トゥワイ（Jerry Tuwai、1989年3月23日 - ）は、フィジーのラグビー選手。ジェリー・トゥワイとも。

## プロフィール
- フィジー・スバ出身。
- ポジションはスタンドオフ(SO)、ウィング(WTB)、フルバック(FB)[2]。
- 身長 174cm、体重 81kg

## 略歴
2016年、リオ五輪の7人制フィジー代表に選ばれ金メダルを獲得。
そして2021年、東京五輪の7人制フィジー代表に選ばれて主将を務めて2度目の金メダル獲得。
2024年、2024パリ五輪の7人制フィジー代表に選ばれて銀メダル獲得。

## 受賞歴
- ワールドラグビー最優秀男子セブンズ選手賞:2019年[6]